# Tvořivost

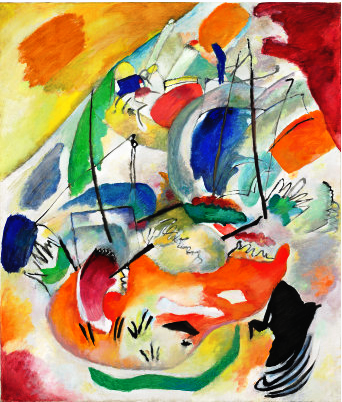
Vasilij Kandinskij, Improvizace 31, olej na plátně (1913)

Tvořivost neboli kreativita (z lat. creo = tvořím), také invence (z lat. invenio = nalézám, objevuji), je zvláštní soubor schopností, které umožňují uměleckou, vědeckou nebo jinou tvůrčí činnost. Ta se projevuje jako vynalézavost, jako vznik nového, originálního díla nebo myšlenky, popř. tvůrčím řešením problémů.

## Vymezení
Nejčastěji se tvořivost vymezuje jako „generování nových, neobvyklých, ale také přijatelných, užitečných myšlenek, řešení, nápadů“. Tvořivý proces je potom charakterizován dvěma základními prvky, což je originalita (novost, původnost) a užitečnost (hodnota, prospěšnost).
Pro výsledky činnosti, které lze označit jako tvůrčí, ale mají negativní sociální hodnotu (nové mučicí nástroje, plynové komory, atomová bomba atd.) užívají někteří autoři pojem antikreativita, negativní tvorba či protispolečenská tvořivost.

## Klasifikace tvořivosti
Tvořivost lze rozčlenit podle oblasti lidské činnosti, v níž se uplatňuje, na tvořivost uměleckou a tvořivost vědecko-technickou. Někteří autoři upozorňují na společné znaky tvořivosti v obou oblastech: „Umělecká tvorba je projevem téhož tvůrčího potenciálu jako jiná tvorba, ale zatímco výsledky vědy a techniky pronikají do lidské činnosti ve smyslu objektivního zkoumání a přetváření světa i člověka, umění hledá především lidské rozměry tohoto pronikání. Umění završuje vývoj člověka a jeho díla, započatý vědeckými a technickými prostředky.“ Autor dále upozorňuje, že umělecké dílo více než vědecké a technické vyvolává a vyžaduje tvůrčí přístup i u svého příjemce (divák, posluchač, čtenář).

### Stupně kreativity

Obrázek žárovky je spojen s někým, kdo má nápad, což je příklad tvořivosti.

Flanagan rozlišuje následující kategorie tvořivosti:
- Produktivita – plodnost, množství idejí
- Kreativita – kvalita idejí, novum
- Ingenuita (důmyslnost) – objevování problémů a jejich invenční, překvapivé řešení.[5]

Stupně tvořivosti dle Maňáka:
- expresivní (spontánní) – díla a produkty vznikající z náhlého vnuknutí, z vnitřní potřeby a nutkání
- inovativní – vznik novinek vůči běžné praxi, záměrné úsilí o něco nového
- inventivní – vynalézavost, originalita, nová řešení
- emergentní – projev génia.[6]

### Klasifikace vzniklého produktu
Bakalář a Erazím klasifikují vědecko-technickou tvůrčí činnost podle vzniklého produktu. Výsledkem tvůrčího procesu může být:
- Objev – nejvyšší stupeň – základní vědecké poznání
- Vynález – aplikace vědy nebo tvořivé inženýrské práce
- Pedagogický vynález – řešení sice známé, ovšem nově didakticky využité
- Nekonvenční řešení – nové postupy a podmínky, ne však vynález.[3]

## Tvořivý člověk
Ve snaze nalézt biologické faktory, jež ovlivňují či podmiňují tvořivost člověka, zkoumali vědci vliv pohlaví, inteligence, pravolevé orientace a dalších. Výsledky ovšem vždy ležely v mezích statistické chyby a žádný z těchto faktorů tedy nelze pokládat za ukazatel biologických dispozic pro kreativitu jedince. Ohledně vztahu tvořivosti jedince a jeho inteligence se ukázalo, že pro hodnoty IQ nad 120 nelze prokázat korelaci s vyšší tvořivostí. Pro vysokou míru tvořivosti není mimořádná inteligence třeba a v některých případech může být dokonce na překážku.
Vlastnosti a rysy tvořivé osobnosti:
- vnímání a asociace tvořivé osoby směřují k menší všeobecnosti a typičnosti
- projevuje zájem o formu a eleganci, není svázána přesností a pečlivostí
- je intuitivní a emfatická, psychicky náladová, má zájem o lidské jednání
- je otevřená, vnímavá, libuje si v nových přístupech
- je esteticky, emocionálně a sociálně senzitivní
- využívá vlastní představivosti a fantazie
- překračuje hranice konvencí a je málo konformní (nejde s dobou)
- je zvídavá a snadno se nechává inspirovat okolím
- má široké zájmy
- je hravá, často využívá například přirovnávání a srovnávání.

## Tvůrčí proces
Dávné společnosti připisovaly vznik vynikajících uměleckých děl i myšlenek božské inspiraci či vnuknutí múz. Stará řečtina neměla pro tvořivost zvláštní slovo a užívala slovesa poiein (dělat) nebo ktizein (budovat, zakládat). Platón pokládal výtvarná díla za pouhou nápodobu, přesto proces tvůrčího poznání popsal takto:
„Když se ty jednotlivé věci, jména a výměry (…) vespolek o sebe třou, v laskavých posudcích jsouce opravovány a s nezávistivým užíváním otázek a odpovědí, tu konečně vyšlehne oheň poznání a rozumu o každé jednotlivé věci, při největším úsilí, jakého je člověk schopen.“
Pojem tvoření (hebr. bárá) vznikl z biblické představy stvoření z ničeho, ale až v renesanci se začal běžně připisovat i člověku. „Génius“, ve starém Řecku božstvo, je od osvícenství označením pro velmi tvořivého člověka. Koncem 19. století se úvahami o tvořivém myšlení zabývali významní vědci, například fyzik Hermann von Helmholtz (1896), matematik Henri Poincaré (1906) nebo sociolog Max Wertheimer.
Jeden z prvních modelů tvůrčího procesu při řešení problémů publikoval roku 1926 sociální psycholog a ekonom Graham Wallas. Model navazoval na předchozí názory, byl dále rozpracováván a v podstatě se používá dodnes. Autor tvůrčí proces rozdělil do čtyř návazných fází: 
- Příprava - člověk stojí před výchozí problémovou situací, která může být neurčitá (něco nefunguje jak má a neví se proč) či určitá (vnější zadání, jasně měřitelné rozdíly mezi skutečným a očekávaným). V této fázi dochází tedy k pojmenovávání, analyzování a zpracování problémové situace.
- Inkubace nebo zrání - oproti předchozí fázi, kdy hrála roli spíše logika (analýza, zpracování), se do procesu zapojuje intuice. Řešitel získává od problému vědomě odstup (ne vždy), v mysli zpracovává data a nechává je „vyzrát“. Podle Wallase se problém a jeho logicky a analyticky zpracované aspekty přesouvají do podvědomí, kde probíhá hledání řešení a jakási podvědomá analýza. Vznikají prozatím nekonkrétní nápady a myšlenky.
- Iluminace či osvícení je rovněž intuitivní a projevuje se náhlou konkrétní myšlenkou, nápadem. Řešitel již přestává být hledajícím a stává se objevitelem. Gestalt psychologie tento okamžik nazývá „AHA prožitkem“.
- Verifikace či ověřování, zda nalezené řešení problému odpovídá vstupní problémové situaci a zda je lze uplatnit v praxi.

## Teorie tvůrčího procesu
Tvůrčí proces je středem zájmu mnoha výzkumů z oblasti psychologie a kognitivní vědy. Různé interpretace výsledků těchto výzkumů vedli k různým teoriím o tom jak kreativní chování vzniká a jakým způsobem probíhá.

### Inkubace
Inkubace je přestávkou od aktivní snahy vyřešit problém, která může přinést vhled. Od doby, kdy byla začleněna do Wallasova modelu tvůrčího procesu, je tato přestávka v centru pozornosti mnohých výzkumů. Ward vypočítává všechny hypotézy, které byly sestaveny k vysvětlení toho, proč přestávka napomáhá tvůrčímu procesu a upozorňuje na část empirických důkazů, které naznačují, že hlavní přínos přestávky je v zapomínání. Bez přestávky se totiž řešitel problému mnohem snadněji zasekne ve slepé uličce díky fixaci na klamné nápovědi.
Tuto teorii můžeme vnímat v kontrastu s teorií starší, která tvrdí, že řešení problémů se za záhadných okolností vynořují z podvědomí, zatímco je vědomí zaujato něčím jiným, což umožňuje vytváření nových a originálních propojení myšlenek bez toho, aby tento proces byl narušován snahou vědomí o zachování řádu.

### Divergentní a konvergentní myšlení
Viz níže.

### Kreativní kognice
„Kreativní kognice je produkcí něčeho nového a zároveň užitečného“
Teorie kreativní kognice je přirozeným rozšířením její mateřské disciplíny — kognitivní psychologie. Kreativní kognice má dva cíle. Prvním je rozšířit vědecké chápání kreativity skrze adaptaci konceptů, teorií, metod atd. Druhým cílem je rozšíření vědeckého chápání kognice obecně za pomoci výzkumných pozorování kognitivních procesů, které se odehrávají během obyčejných činností.
Kreativní kognice se snaží posunout za tradiční psychometrické přístupy, jako je spolehnutí se na výsledky testů divergentního myšlení (viz níže) jako indikátorů kreativního fungování. Je totiž důležité rozlišovat mezi kreativitou jako takovou a „výkonem“ v těchto testech.
Některé výzkumy předpokládají, že tvůrčí proces probíhá ve dvou fázích. V první fázi si jedinec vytvoří určité mentální reprezentace, které tato teorie nazývá preinventivními strukturami. V druhé fázi z těchto struktur skládáme nápady a řešení. Tato teorie víceméně vychází z výsledků některých výzkumů, které naznačují, že i když lidé využívají svou imaginaci k vytváření nových myšlenek, činí tak většinou predikovatelným způsobem v rámci již existujících konceptů a kategorií.
Hans Welling popisuje čtyři základní mentální operace kreativní kognice. Jsou jimi: aplikace, analogie, kombinace a abstrakce.
Příkladem aplikace může být například práce právníka. Právník musí najít nejvýhodnější cestu mezi důkazy prezentovanými u soudu a existujícími justičními koncepty. Jeho představivost je limitována tím, že si nemůže vymýšlet důkazy a zákony a ani nevytváří nové koncepty práva. Pracuje již s existujícími informacemi a ty aplikuje takovým způsobem, aby bylo rozhodnuto ve prospěch jeho klienta.
Analogii definuje Finke a spol.  jako „objevení použitelnosti existujícího schématu na novou situaci.“ Stejně jako u aplikace jsou i v rámci analogií kreativně použity již existující struktury. Příkladem může být například impresionismus nebo surrealismus. Surrealismus je založen na myšlence předčit každodenní realitu, prvně se objevuje v literatuře a analogií je zde pozdější vyjádření této myšlenky i v hudbě či vizuálním umění.
Kombinace je sjednocení dvou a více konceptů k vytvoření nového. Příkladů můžeme najít mnoho, od chemie, přes inženýrství až k umění.  Konkrétním příkladem je například dvoušroubovice DNA. Jde o kombinaci již známých stavebních prvků (nukeotidů, vodíkových vazeb a spirál) spojených dohromady.
Poslední mentální operací je abstrakce. Tu můžeme definovat jako mentální proces, při kterém objevujeme jakékoliv struktury, pravidelnosti, vzorce apod. které jsou přítomny v rámci různých percepcí , ať už fyzických či psychických. Abstrakce může být i procesem zjednodušení (například v rámci eliminace nepotřebných detailů k odkrytí základního vzorce, schématu nebo struktury.  Polem užití abstrakce může být matematika, fyzika či biologie. Dobrým příkladem je Einsteinova Teorie relativity — v ní je vztah mezi časem a prostorem redefinován do nové abstrakce ve které jsou čas i prostor součástí stejné entity.

### Explicitní-Implicitní interakce
Helie a Sun se pokusili navrhnout vlastní teorii tvůrčího procesu, která se zakládá na pěti principech:
1. Společná existence a rozdíly mezi implicitními a explicitními znalostmi.
2. Vzájemné působení implicitních a explicitních procesů během většiny úloh
3. Redundantní reprezentace explicitních a implicitních znalostí.
4. Integrace výsledků explicitních a implicitních procesů
5. Iterační metoda

Tuto teorii lze chápat jako první krok k vytvoření procedurální teorie tvořivosti, která bude zahrnovat vhled, inkubaci a další příbuzné jevy.

### Míšení konceptů
Tato teorie předpokládá, že tvořivé myšlenky vznikají míšením složek jednotlivých scénářů a vztahů mezi nimi na hranicích mezi dvěma rozdílnými referenčními rámci.

### Teorie zdokonalování
Teorii zdokonalování z větší části vyvinula psycholožka Liane Gaborová. Tato teorie v zásadě tvrdí, že tvořivost vzniká na základě sebeřízení a sebezdokonalování. Klade důraz nejen na viditelný výsledek tvořivého procesu, ale i na vnitřní kognitivní restrukturalizaci a úpravu pohledu na svět, kterou s sebou tvoření přináší. Úkol se zde střetává s naším světonázorem a z této interakce ani jedna strana nevyjde nezměněna. Tento střet se opakuje dokud není úkol splněn, ale v té chvíli je samotné zadání úkolu nazíráno z poněkud odlišného úhlu a světonázor prodělal mírnou, nebo i drastickou změnu, neboť následuje obecnou tendenci všech světonázorů eliminovat kognitivní disonanci a vyhledávat soulad mezi všemi svými složkami, ať to jsou myšlenky, přístupy, nebo vědomosti.
V centru pozornosti zde stojí potencionální stav, laicky řečeno „nedopečené nápady“, které vznikají na základě náhodných asociací mezi minulými zážitky a vědomostmi a tím na co právě myslíme během našeho tvůrčího procesu.
Na rozdíl od jiných teorií tvůrčího procesu, které vnímají tvůrčí proces prostě jako náhodné spojování nápadů, teorie zdokonalování se pokouší vysvětlit rukopis autorů, který je rozeznatelný i když daný autor zkusí vytvořit své dílo v jiném druhu umění, než v jakém tvořil doposud. Vysvětlením tohoto nezaměnitelného rukopisu je zde nezaměnitelný světonázor autora, který se promítá do všech jeho děl. 

### Každodenní tvořivá myšlenka
Lidé si všeobecně poměrně často představují alternativy k současné realitě myšlenkou začínající slovy „Kdybych tak…“. Toto tzv. kontrafaktuální myšlení můžeme považovat za tvořivý proces, neboť zvažování alternativ k současné realitě probíhá obdobným způsobem jako racionální zvažování alternativ.

## Role emocí v tvůrčím procesu
S tvůrčím procesem je neodmyslitelně spjato prožívání různých emocí. Genialita některých umělců je spojována právě s jejich velkou emocionalitou, někdy až hraničící s nemocí. Literatura nezřídka popisuje jejich tvorbu jako vyústění prožitkově velmi silných emocionální stavů, ať už pozitivně či negativně laděných. Takto popisovanými umělci byli například Vincent Van Gogh či Sylvia Plathová. Tvůrčí proces může být ale spojen i s prožíváním kladných pocitů „neextrémní“ intenzity. Třeba slavný matematik Henri Poincaré popisoval, že kreativní průlomy ve své práci učinil velmi uvolněný na pohodlné dovolené. A také Mozart tvrdil, že například příjemná procházka po dobrém jídle je velice přínosná pro jeho kreativní tvorbu.
Prožívání různých emocí tedy doprovází tvůrčí proces, ale také ho může výrazně ovlivnit. Je to proto, že emoce zasahují do divergentního myšlení. To je typické vytvářením nových nápadů a neobvyklými kombinacemi známých konceptů. Pro divergentní myšlení je klíčové vybavování paměťových stop, bez kterých by nebylo co s čím asociovat. Na oba tyto děje, divergentní myšlení a vybavování, emoce působí. Vliv emocí na kognitivní procesy je mimo jiné podmiňován jejich valencí (zda jsou pozitivní či negativní).

### Vliv emocí na divergentní myšlení a vybavování paměťových stop
Výzkumy naznačují, že otevřenost emocionálním prožitkům během kognitivních procesů napomáhá tvorbě asociací. Ty tak mohou být více neobvyklé, což přispívá k větší originalitě divergentního myšlení. To podporují experimenty Alice Isenové a jejích kolegů. V nich byly lidem navozeny pozitivní emoce přítomností občerstvení a příjemnou atmosférou. Jedinci s takto navozenými pozitivními emocemi pak tvořili více neobvyklých slovních asociací než osoby, kterým pozitivní emoce navozeny nebyly. K podobným výsledkům dospěla také další studie Isenové a jejích kolegů. V ní lidem navodili příjemné pocity darováním malé sladkosti anebo krátkým komediálním videem. Takto ovlivnění lidé poté řešili problémové úlohy kreativněji než jedinci, kteří nedostali sladkost ani neviděli komedii. Isenová a její kolegové tyto výsledky zdůvodňují tím, že pozitivní emoce patrně ovlivňují organizaci kognitivního materiálu. Informace jsou jejich vlivem více integrované, a vzorce asociací se mohou měnit.
Jinak zdůvodňují pozitivní vliv emocí na kreativní proces Russová a Schaffer. Ti ve své studii zjistili, že děti, které při hraní prožívají více emocí, mají lepší přístup k emocionálně zabarveným paměťovým stopám. Díky tomu mohou vytvářet více různých asociací, což kladně ovlivňuje divergentní myšlení. Tuto myšlenku podporuje tzv. efekt kongruence, který se uplatňuje při vybavování vzpomínek z paměti. Díky němu si spontánně vybavujeme spíše vzpomínky, jejichž emocionální povaha je podobná náladě, jakou zrovna prožíváme. Takže například při prožívání veselosti si vybavíme spíše vzpomínky, které jsou veselé. Tímto způsobem může prožívání emocí napomoci přístupu k více vzpomínkám, než v případě, kdy je emoční prožívaní člověka velmi nevýrazné.

### Vliv valencenáladyna tvůrčí proces
Výzkumy ukazují, že vyvolaní pozitivní nálady kladně ovlivňuje kreativní proces, zatímco u negativních nálad není tento efekt vždy přítomný. Teresa Amabilová zkoumala se svými kolegy vliv pozitivních emocí na kreativitu v práci. Podle jejich závěrů pozitivní emoce souvisí s kreativitou v organizacích. A časová analýza napovídá, že pozitivní emoce zpravidla předcházejí kreativním myšlenkám. Naproti tomu vztah kreativity a negativních emocí není zcela jasný. Kaufmann a Vosburgová se snaží tento vztah ve svých studiích vyjasnit. Podle nich vyvolání pozitivní nálady podporuje divergentní myšlení v raných fázích tvorby nápadu. Oproti tomu vyvolání negativní nálady přispívá k dotváření nové myšlenky až ke konci kreativního procesu, kdy je již problematika více zúžena a specifikována.

## Divergentní a konvergentní myšlení
Tvořivé myšlení se někdy označuje jako divergentní (rozbíhavé), čili myšlenkový proces, z něhož vzniká množství nápadů a myšlenek. Jeho protikladem je myšlení konvergentní, směřující k jednomu správnému nebo nejlepšímu řešení. Příkladem je výběr jedné správné položky v testu s více možnostmi výběru.
Skutečný tvůrčí proces je ovšem kombinací obou složek. Divergentní myšlenkový postup nejprve nabídne mnoho různých řešení, poté nastupuje myšlení konvergentní, které vybere z množství nápadů ten nejvhodnější.

### Strukturní složky tvořivosti (složky divergentního myšlení)
Složky divergentního myšlení často citované v literatuře o teorii tvořivosti uvádí Joy Paul Guilford:
- Fluence (plynulost) – plynulost toku nápadů
- Flexibilita (pružnost) – pružnost myšlení
- Originalita (původnost)
- Senzitivita (citlivost) - citlivost na problémy
- Redefinování (nová interpretace) - změna významu či reorganizace informací, použití starých poznatků novým způsobem
- Elaborace (propracování) - schopnost najít, doplnit, vypracovat funkční detaily, jejichž spojením se vytvoří kompletní řešení problému

Uvedené složky tvořivosti se někdy užívají k měření úrovně tvořivosti.
Dalšími složkami tvořivosti, které hrají v tvůrčím procesu důležitou roli jsou:
- Imaginace
- Intuice
- Představivost
- Fantazie[6]

### Laterální myšlení
Autor termínu laterální myšlení, Edward de Bono, jej klade do protikladu k pojmu vertikální myšlení.
Vertikální myšlení je klasický selektivní způsob řešení problému ve snaze dojít k jedinému správnému cíli. Při hledání odpovědi se orientuje jedním směrem. Je založeno na značné posloupnosti myšlenek - tj. každá nová přicházející myšlenka je založena na myšlence předchozí a navazuje na ni. Myšlení tedy probíhá striktně po krocích. Při vertikálním myšlení vycházíme z již vytvořených vzorců řešení problému a je založeno spíše na hloubce znalostí než na jejich šíři.
Laterální myšlení je považováno za základ tvořivosti a divergentního myšlení.
Laterální myšlení je silně tvůrčí a spíše než na jednu správnou odpověď se zaměřuje na rozmanitost odpovědí. Na rozdíl od vertikálního myšlení je vícesměrné a není tedy nutně založeno na posloupnosti myšlenek. Vyznačuje se přijímáním i zcela nových a zdánlivě irelevantních informací a zapojuje je do procesu řešení problému. Díky tomu je při něm možno dojít originálních odpovědí a řešení. Postupuje v mentálních skocích a zdá se být nelogické a chaotické, avšak díky tomuto postupu dochází restrukturaci původních myšlenkových vzorců a nacházení mnohem větší množství alternativ. Toleruje nejistotu během procesu hledání odpovědí. Je založeno spíše na šíři znalostí než na jejich hloubce.